# Eretz Israel

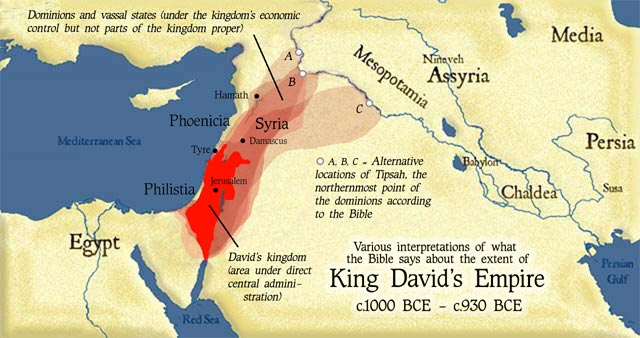
Biblische Darstellung: Ausdehnung des Davidischen Großreichs, nach Einflusszonen differenziert, nach Angaben im Buch Samuel

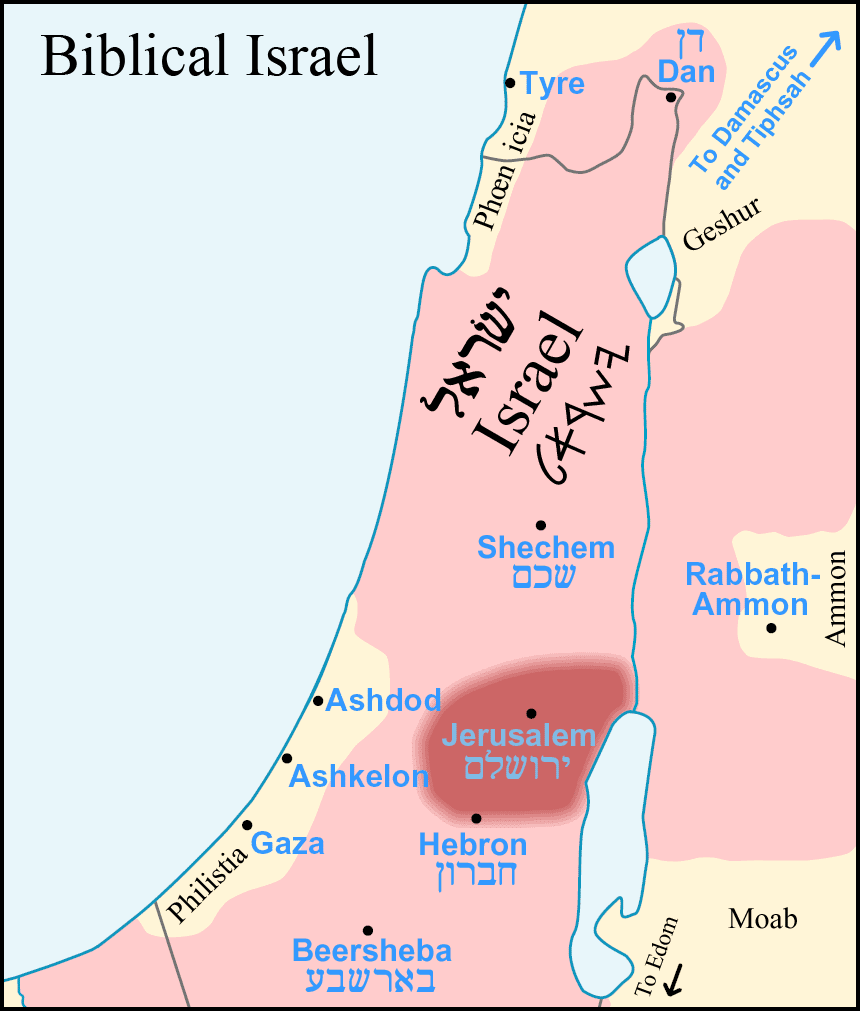
Biblische Darstellung: Die rosafarbene Fläche stellt das nach den Listen im Buch Josua von Israeliten besiedelte Territorium dar; dunkelrot das Stammesgebiet Judas

Eretz Israel (hebräisch אֶרֶץ יִשְׂרָאֵל Eretz Jisra'el, deutsch ‚Land Israel(s)‘ in wörtlicher Übersetzung; alternative Transkription auch Erez Israel) ist eine traditionelle hebräische Bezeichnung für das Land, das in der Tora meist Land Kanaan genannt wird, in dem die Israeliten nach biblischer Darstellung sesshaft wurden und mehrere Jahrhunderte neben Kanaanäern, Philistern und anderen Völkern lebten.

## Altes Testament

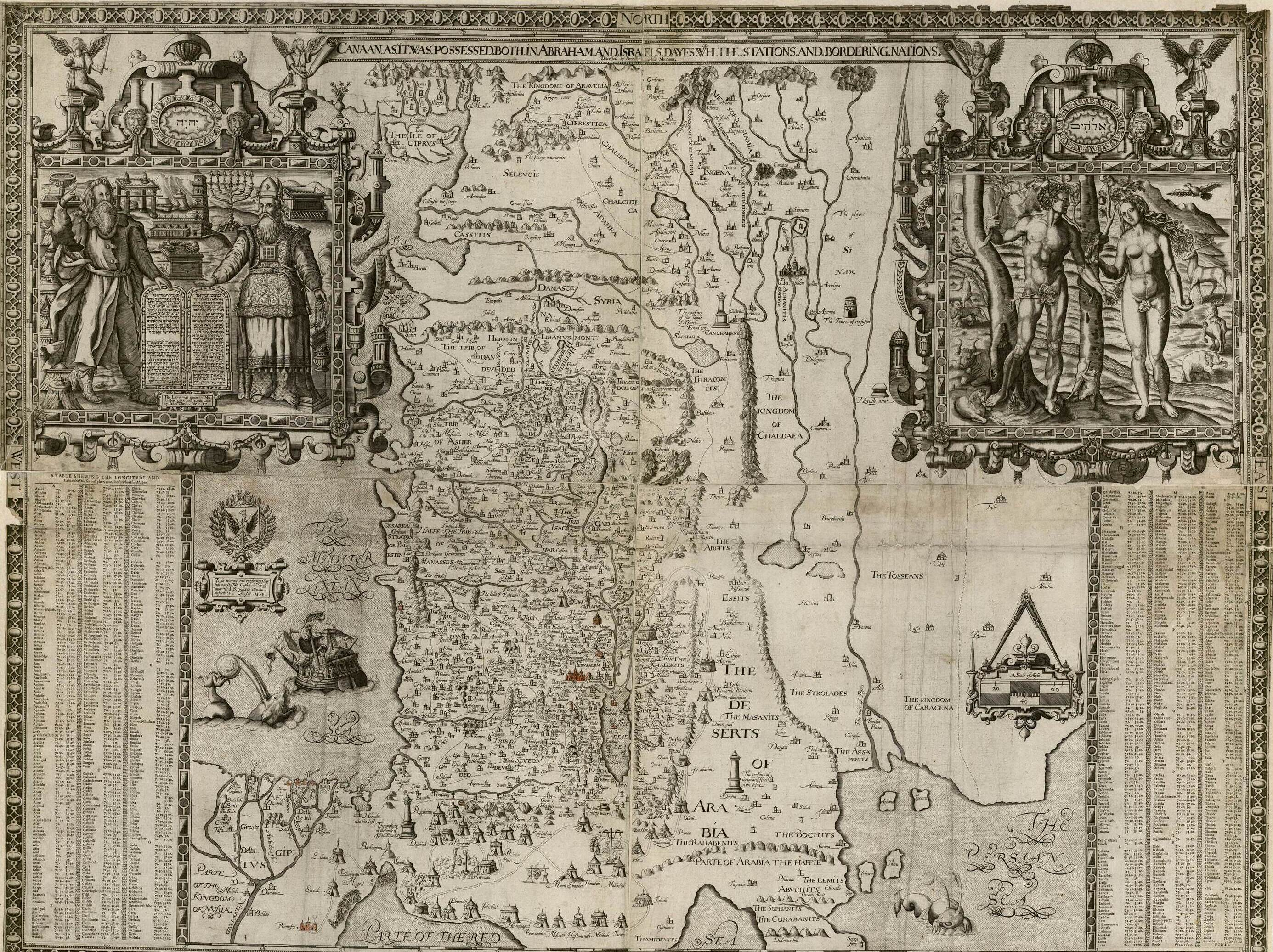
Eine Karte des biblischen Israel, die im Jahre 1595 gemacht wurde

Der Begriff Land Israel kommt in biblischen Schriften selten vor und ist nicht genau definiert: „Land/Erde Israel(s)“ אַדְמַת יִשׂרָאֵל bzw. אֶרֶץ יִשׂרָאֵל ist entweder eine ungenaue Bezeichnung für ein Gebiet im Land Israel (z. B. 1. Sam 13,19 ), für das Territorium des nördlichen Königreiches Israel (z. B. Ez 27,17 ) oder für von Israeliten besiedeltes Land (z. B. Ez 47,18 ).
Seine Grenzen bleiben – außer in Ez 40-48  – vage, doch auch im Ezechielbuch hat das beschriebene Land keinen Namen, sondern wird als „das Land“ bezeichnet. Im Sinne eines Abraham und seinen Nachkommen gelobten (verheißenen) Landes kommt erstmals im 1. Buch Mose ein Land „vom Nil zum Euphrat“ (Gen 15,18 ) vor. „Von Dan bis Beerscheba“ soll dieses Land laut dem 1. Buch der Könige reichen (1 Kön 5,5 ).
Auch später blieb der Begriff diffus; dass er den Gegebenheiten entsprechend variabel ausgelegt wurde, belegen die immer wieder überarbeiteten Grenzlisten der Halacha.

## Verdrängung durch andere Bezeichnungen
Nach dem Ende der beiden Reiche, Judah und Israel, mussten sich die Israeliten mit wechselnden Großmächten arrangieren, darunter mit dem Achämenidenreich und dem Seleukidenreich. Mit den Hasmonäern gab es zwar erneut jüdische Könige, deren Machtbereich auch an die biblisch überlieferten Grenzen heranreichte – die Bezeichnung Eretz Israel für die Region in dieser Zeit ist jedoch unüblich. In römischer Zeit wurde das Gebiet dann als Römische Provinz Judäa verwaltet, nach der Vertreibung der Juden in die Diaspora dann mit Syria zur Provinz Syria Palaestina vereinigt (Hauptartikel: Römisches Palästina). Seither wurde die Region in römischen und späteren europäischen Quellen traditionell als Palästina (gelegentlich auch Südsyrien) bezeichnet, was auch in einigen jüdischen Quellen vorkommt.  Synonym wurde und wird außerdem Heiliges Land gebraucht. Diese Bezeichnung war historisch äußerst populär, insbesondere in der Zeit der Kreuzzüge.

## Moderne Verwendung
Die hebräische Bezeichnung Eretz Israel wurde seit dem Beginn des politischen Zionismus im 19. Jahrhundert wieder aufgegriffen: Im Rahmen der Alija (ab etwa 1880) kamen jüdische Siedler nach Palästina, wodurch dort der Neue Jischuv entstand. In zionistischen Kreisen wurde eine untrennbare Einheit von Am Israel, Torat Israel und Eretz Israel, also von Volk Israel, jüdischer Lehre und Land Israel postuliert, wobei religiöse Motive im politischen Zionismus meist nebensächlich waren. Während des Völkerbundsmandats für Palästina wurde der offizielle Name „Palästina“ in seiner hebräischen Darstellung regulär mit dem Zusatz „-Eretz Israel“ (oder einer Abkürzung dieser beiden Wörter) versehen.
In der heutigen Zeit steht der Begriff Eretz Israel, wenn nicht im historischen oder religiösen Kontext gebraucht, für das Konzept von einem historischen Heimatland der Juden, das über das Staatsgebiets des Staates Israel hinausreicht, und wird in dieser Bedeutung etwa von Teilen der Kibbuzbewegung und insbesondere von der nationalreligiös motivierten israelischen Siedlerbewegung häufig verwendet, die bewusst auf vermeintlich altem jüdischem, heute jedoch meist arabisch bevölkertem Gebiet siedeln möchte. In der implizierten Bedeutung, dass das im Alten Testament verheißene Land vom Nil zum Euphrat dem Volk Israel, also dem jüdischen Volk gehöre, wird Eretz Israel auch als Kampfbegriff im Konzept eines in Zukunft zu schaffenden Großisrael gleichgesetzt.